# رود کلانگ
رود کلانگ (مالایی: Sungai Klang)یک رود است که از میان کوالالامپور و سلانگور در مالزی گذر می‌کند و در نهایت به تنگه ملاکا می‌ریزد. طول این رود در حدود ۱۲۰ کیلومتر (۷۵ مایل) است و حوضه ای در حدود ۱٬۲۸۸ کیلومتر مربع (۴۹۷ مایل مربع) را تخلیه می‌کند. رود کلانگ دارای ۱۱ ریزابه اصلی است.